# Vilkija
Vilkija è una città della Lituania, che si trova a circa 30 km da Kaunas.
È situato sulle rive del fiume Nemunas, che attraversa tutta la Lituania, e appartiene alla contea di Kaunas.